# The Fixies
The Fixies (en ruso: Фиксики, romanizado: Fixiki) es una serie de televisión infantil animada rusa basada en The Little Warranty People de Eduard Uspenski. La serie se estrenó el 13 de diciembre de 2010 como un segmento en el programa de televisión Good Night, Little Ones! en Rossiya 1 y Bibigon. La serie fue creada por Aleksandr Tatarski y es producida por Aeroplane Productions.

## Premisa
The Fixies se centra en las aventuras de pequeñas personas llamadas fixies (un acrónimo de "fix" y "pixie") que viven dentro de varios dispositivos y los mantienen en orden con sus conocimientos técnicos. Cada episodio se centra en un dispositivo cotidiano en particular e involucra a los fixies que explican qué es, cómo funciona y cómo usarlo de manera segura.
Uno de los protagonistas es Tom Thomas, quien logró hacerse amigo de unas fixies llamadas Simka y Nolik. Para aprender más sobre diferentes cosas, cuentan con la ayuda de fixies mayores: sus padres Papus y Masiya, así como el abuelo. Al mismo tiempo, Tom Thomas está obligado a mantener en secreto la existencia de las fixies para todos los demás y a protegerlas de su perro Chewsocka.
En la segunda temporada, se introdujeron nuevos personajes: cuatro compañeros de clase de Simka y Nolik: Fire, Digit, Toola y Verda, así como el profesor Eugenius y su secretaria Elisa, cuyo laboratorio alberga una escuela de jóvenes fixies.

Появление в сериале учёного-исследователя и нового места действия расширяет наши возможности. Главное, что мы теперь сможем коснуться таких тем, о которых в обстановке обычной квартиры и с помощью героя-ребёнка было не рассказать. Например, мы запускаем в производство серии «Огнетушитель», «Подушка безопасности», «Провода», «Экотестер». Всё это позволит сериалу «Фиксики» стать более универсальным и ответить на большее количество «почему?», которые родители слышат от детей.

La aparición de un investigador y un nuevo lugar de acción en la serie amplía nuestras capacidades. Lo principal es que ahora podremos tocar temas que no se habían tratado dentro de la atmósfera de un apartamento ordinario con un personaje infantil. Por ejemplo, habrá episodios sobre extintores, bolsas de aire, cables eléctricos y ecotesters. Todo esto permitirá que The Fixies se vuelva más universal y responda a un mayor número de preguntas que los padres escuchan de sus hijos.
Georgi Vasilyev, productor

## Personajes

### Fixies
- Simka (con la voz de Larisa Brokhman) es una niña de 9 a 10 años con cabello naranja. Es la hermana de Nolik y amiga de Tom Thomas. Puede transformarse en un rayo de seis lados. Su nombre es un juego de palabras con "tarjeta SIM".
- Nolik es el hermano menor de Simka y amigo de Tom Thomas. Es azul y puede transformarse en un tornillo semicircular con ranuras rectas. En Fixies vs. Crabots, tiene seis años.
- Papus es el padre de Simka y Nolik. Es verde y puede transformarse en un rayo de punta afilada con una cabeza de seis lados.
- Masiya es la esposa de Papus y madre de Simka y Nolik. Es de color rosa y puede transformarse en un tornillo para madera con cabeza redonda y ranuras rectas.
- El abuelo es el abuelo de Simka y Nolik, que dirige una escuela en el laboratorio del profesor Eugenius. Puede transformarse en una tuerca de mariposa. En Fixies vs. Crabots, se revela que tiene 150 años de edad. En la versión en ruso, su nombre es Dedus (Дедус).
- Tweak y Geek son hermanos gemelos con características cian y magenta.
- Basya es la abuela adoptiva de Tweak y Geek.

#### Estudiantes
Simka y Nolik asisten a la escuela en un aula en miniatura ubicada en el laboratorio del profesor Eugenius junto a cuatro compañeros de clase:
- El fuego (con la voz de Jason Spisak en el doblaje en inglés) es rojo y puede transformarse en un rayo puntiagudo con una cabeza de seis lados.
- Digit es muy inteligente y muy leído en clase. Es de color violeta y puede transformarse en un rayo LED. En la versión en ruso, su nombre es Igrek (Игрек).
- Toola es muy honesto y considerado. Es amarilla y puede transformarse en un rayo de ala de tipo alemán. En la versión en ruso, su nombre es Shpulya (Шпуля).
- Verda es verde y puede transformarse en un tornillo con una cabeza curva y una hendidura cruciforme. Su nombre se deriva de la palabra francesa vert, que significa "verde".

### Otros personajes
- Tom Thomas es un niño de 10 años que siente curiosidad e interés por la tecnología. Su madre (con la voz de Larisa Brokhman) es dentista, y su padre, Thomas Wearington, es un periodista que presenta un programa de televisión llamado Misterios Misteriosos en la película Fixies: Top Secret. En la versión en ruso, su nombre es DimDymich (ДимДи́мыч).
- Chewsocka es el chihuahua mascota de la familia Thomas que a veces persigue fixies. En la versión en ruso, se la llama Kusachka (Куса́чка).
- El profesor Eugenius es un colega de Grandpus.
- Elisa es la secretaria del profesor Eugenio. En la versión en ruso, su nombre es Lizonka (Ли́зонька).
- Katya es amiga de Tom Thomas.

## Episodios
| Temporada | Temporada | Episodios | Episodios | Emisión original        | Emisión original        |
| Temporada | Temporada | Episodios | Episodios | Primera emisión         | Última emisión          |
| --------- | --------- | --------- | --------- | ----------------------- | ----------------------- |
|           | 1         | 52        | 52        | 13 de diciembre de 2010 | 24 de diciembre de 2012 |
|           | 2         | 52        | 52        | 25 de diciembre de 2012 | 16 de mayo de 2015      |
|           | 3         | 53        | 53        | 12 de junio de 2015     | 26 de diciembre de 2019 |
|           | 4         | 53        | 53        | 29 de febrero de 2020   | 18 de noviembre de 2022 |
|           | 5         | 52        | 52        | 1 de diciembre de 2022  | 26 de diciembre de 2024 |

## Producción
|                                                      |
| Eduard Uspenski, autor de The Little Warranty People |

|                                          |
| Georgi Vasilyev, productor de The Fixies |

The Fixies fue concebida en 2005 por el productor Georgy Vasilyev, que quería crear una marca de animación internacional de éxito. En el mismo año, Vasilyev comenzó a discutir la idea con Alexander Tatarsky, quien propuso una serie de dibujos animados sobre electrodomésticos basada en The Little Warranty People de Eduard Uspensky, sobre criaturas del mismo nombre que viven en máquinas y las reparan.
La idea fue aprobada, ya que el tema del estudio de los electrodomésticos es relevante para la mayoría de los países. Poco antes de eso, Aeroplane Studios se puso en contacto con Uspensky para adquirir los derechos de la adaptación cinematográfica de The Little Warranty People. Sin embargo, el concepto de la Gente de la Pequeña Garantía parecía algo anticuado para la empresa, ya que en el momento de la publicación de la Gente de la Pequeña Garantía, los electrodomésticos eran más grandes y la Gente de la Pequeña Garantía era del tamaño de un ratón, por lo que no podrían caber dentro de ciertos dispositivos modernos.
Se decidió que el nombre se cambiaría a un nombre corto y fácil de recordar que sería adecuado para varios productos que no están directamente relacionados con la caricatura. Dado que el proyecto se concibió como internacional, el nombre de la serie se tomó del idioma inglés. La empresa convocó a personas de diferentes profesiones de Rusia que hablaban inglés y/o eran originarias de diferentes países de habla inglesa. Durante la discusión, se aprobó el nombre de The Fixies, siendo "fixie" un acrónimo de "fix" y "pixie". Así, el sustantivo fixie se refería a una pequeña criatura mágica que se dedica a reparar la tecnología.
También en 2005 se creó un estudio de animación con el mismo nombre que la productora. Incluso antes de que se crearan los caracteres, se registró un logotipo que era una mano con los dedos pulgar, índice y medio extendidos hacia arriba, lo que sugiere un gesto similar al Schwurhand o el saludo serbio de tres dedos. En el espectáculo, el símbolo aparece en la ropa, las herramientas y los vehículos de las fixies, y el gesto es utilizado por las fixies junto con la interjección "¡Tideesh!" como saludo y para celebrar un trabajo bien hecho.
Después de la aparición del nombre, el logotipo y el concepto, comenzó el desarrollo activo de la caricatura. El artista Yuri Pronin fue el responsable del arte conceptual. Durante el desarrollo, los diseños de los personajes cambiaron significativamente. Las fixies tenían los rasgos de las personas y las características de los robots, pero el productor no estaba satisfecho con los bocetos.
En 2007, Tatarsky murió a la edad de 56 años y el proyecto tuvo que desarrollarse sin él. En 2008, Aeroplane Studios mencionó a The Fixies en una entrevista con Animation Magazine. En 2008, el proyecto fue planeado como una caricatura de larga duración con 12 fixies y un perro. Las fixies parecían personas pequeñas. Se crearon pruebas de tráiler y animación. Sin embargo, debido a la crisis económica de 2008, el concepto de dibujos animados de larga duración fue desechado y Aeroplane Studios comenzó a trabajar en la serie animada.
Más tarde, Pronin finalizó las apariencias de las fixies, habiéndoles dado los siguientes atributos; manos grandes (debido al hecho de que las fixies están constantemente trabajando), cabello brillante (debido al hecho de que las fixies trabajan constantemente en la oscuridad) y la idea de que las fixies puedan transformarse en tornillos. El artista decidió dibujar primero un tornillo, luego dibujar una fixie cuya apariencia se deriva de ese tornillo. Los dibujos animados utilizaron principalmente animación CGI con animación Flash para los segmentos explicativos.

## Transmisión
El 26 de diciembre de 2010, The Fixies se emitió como parte del programa de televisión Good Night, Little Ones! en el antiguo canal infantil Bibigon a las 8:30 p.m. y hasta el final de la transmisión, luego en el mismo programa en Rossiya 1 a las 8:50 p.m. Las Fixies se hicieron populares rápidamente y los productores planearon crear 156 episodios.
Sin embargo, en 2011, Uspensky dijo que no estaba satisfecho con la forma en que The Little Warranty People se adaptó a la televisión. Él y Aeroplane Studios llegaron a un acuerdo por el cual la mención de The Little Warranty People se eliminaría de los créditos del programa. En el mismo año, Uspensky lanzó una continuación de The Little Warranty People.
En 2014, Aeroplane Productions y Nickelodeon firmaron un acuerdo de licencia bajo el cual la serie comenzaría a transmitirse en la rama rusa de Nickelodeon por un período de dos años a partir de enero de 2015.
La serie también ha sido emitida por Carousel y Dietski. También se emitió en Rossiya K entre julio y diciembre de 2014 y se ha emitido en Moult desde junio de 2014. También se emitió en Tloum HD en el verano de 2016, y en O! desde el 8 de febrero de 2017.

## Películas
El 28 de octubre de 2017, Aeroplane Productions y Petersburg Animation Studio lanzaron un largometraje animado llamado The Fixies: Top Secret, que se ha exhibido en muchos países del mundo. Incluso antes del lanzamiento de Top Secret, se anunció que se estaba trabajando en una continuación.
El 29 de marzo de 2019, se lanzó un teaser de la segunda caricatura de larga duración llamada Fixies Vs. Crabots, que cuenta sobre el enfrentamiento entre fixes y robots parecidos a cangrejos llamados Crabots. La película se estrenó el 21 de diciembre de 2019.